# سوران علیا
سوران علیا، روستایی از توابع بخش مرکزی شهرستان اسلام‌آباد غرب در استان کرمانشاه ایران است. این روستا در ۲۰ کیلومتری شهرستان اسلام آباد غرب قرار دارد. بعد از زلزله آبانماه ۹۶ بافت این روستا بیش از ۹۰ درصد نوسازی شده است. سوران علیا دارای زیرساخت‌هایی از جمله، جاده آسفالت، برق، گاز، تلفن، اینترنت، آب، شبکه بهداشت و . . . می‌باشد. روستای سوران زادگاه شاعر کرد یارسان درویش نوروز سورانی به شمار می‌آید.

## جمعیت
این روستا در دهستان حومه شمالی قرار دارد و براساس سرشماری مرکز آمار ایران در سال ۱۳۸۵، جمعیت آن ۲۲۵ نفر (۴۶خانوار) بوده‌است.